# Profitti di regime
Nel diritto italiano, la locuzione profitto di regime indica un incremento di patrimonio derivato dalla cooperazione con il regime fascista.
Ne furono oggetto alcuni provvedimenti, dei quali il più noto è il decreto legislativo luogotenenziale 27 luglio 1944, n. 159, seguito dal decreto legge 26 marzo 1946, n. 134.
| Controllo di autorità | Thesaurus BNCF 54968 |